# Michèle Torr
Michèle Torr , de son vrai nom Michelle Tort, née le 7 avril 1947 à Pertuis (Vaucluse), est une chanteuse française.
Elle commence sa carrière au début des années 1960. Ses chansons J'aime (1977) et Emmène-moi danser ce soir (1978) ont été certifiées disques d'or.

## Biographie

### Débuts - années 1960
Michèle Torr est la fille aînée de Charles et Clémente Tort. Elle a une sœur cadette, Brigitte. Originaire du Luberon, elle est élevée par une mère passionnée par la chanson. Elle gagne son premier concours de chant à six ans, en chantant le succès d'Annie Cordy Bonbons, caramels et chocolats. Sa mère l'habille pour l'occasion en ouvreuse de cinéma qui lance des friandises dans la salle. Elle l'inscrit ensuite à plusieurs radio-crochets de sa région, où elle interprète notamment des chansons d'Édith Piaf, qu'elle admire depuis toujours. Dès lors, Michèle Torr n'a qu'une idée en tête : devenir chanteuse.
En 1962, elle se présente au concours régional « On chante dans mon quartier », organisé par la mairie d'Avignon, et y interprète Exodus. Cette chanson, créée en 1960 pour le film de même titre, est déjà chantée en version française par Édith Piaf depuis l'année précédente. Avec cette chanson, Michèle Torr remporte le concours devant une autre chanteuse provençale, Mireille Mathieu, promise elle aussi à une grande carrière. Grâce au succès d'Avignon, Michèle Torr fait la première partie de Jacques Brel au Palais des papes d'Avignon. Son premier disque, C'est dur d'avoir seize ans, sort deux ans plus tard.
Elle signe son premier contrat chez Mercury et débute réellement sa carrière en 1964. Son premier succès, Dans mes bras oublie ta peine, atteint la 15e place des classements. Durant cette décennie, elle interprète des chansons anglo-américaines traduites en français ou adaptées selon la mode de cette époque, telles que l'adaptation en français de Only You (And You Alone) des Platters, mais aussi des chansons inédites, rejoignant rapidement la bande de Salut les copains et Age tendre et tête de bois. Toutefois, aucune de ces chansons ne sera classée.
En 1964, pour son premier Olympia, elle se produit en lever de rideau du spectacle de Claude François.
Le 28 décembre 1965, alors qu'elle chante à l'Alcazar de Marseille, sa mère se tue au volant d'une Renault 4L offerte par Michèle quelques mois plus tôt.
Elle est présente sur la « photo du siècle » prise par Jean-Marie Périer en avril 1966 en regroupant 46 vedettes françaises de l'époque du « yéyé ».
En 1966, elle représente le Luxembourg au Concours Eurovision de la chanson avec la chanson Ce soir je t'attendais.

### Années 1970
Elle participe au festival international de la chanson de Rio 1970 et remporte en 1971 le Grand Prix d'Interprétation de la chanson au Japon.
Dans les années 1970, Michèle Torr change petit à petit de registre pour conquérir un nouveau public, avec beaucoup de chansons sur une thématique romantique. Elle retrouve alors le succès avec le titre Un enfant c'est comme ça, en 1973. Elle enchaîne l'année suivante avec Une vague bleue, qui s'écoule à plus de 150 000 exemplaires en France et atteint la seconde place des charts au Québec en 1975 avec les titres Un disque d'amour et Cette fille c'était moi (ce dernier s'écoulant à plus de 200 000 exemplaires, et en 1976 avec Il viendra et Je m'appelle Michèle (plus de 150 000 ventes).
En 1977, elle participe pour la seconde fois au Concours Eurovision de la chanson où elle représente Monaco, et interprète Une petite Française. La même année, elle enregistre l'un de ses plus grands succès, J'aime (une adaptation de Arrival du groupe ABBA) : classé n°2 des ventes en France, le titre dépasse les 500 000 exemplaires et reçoit un disque d'or. La chanson se classe également n°4 au Portugal et n°10 au Québec.
1978 voit la sortie de son plus grand tube, Emmène-moi danser ce soir, qui s'écoule à plus de 600 000 exemplaires, et devient la quinzième meilleure vente de l'année en France. La séparation, sortie à la fin de l'année, atteint la seconde place au Québec.
La décennie se termine avec Discomotion, en 1979, qui dépasse les 300 000 ventes en France.

### Années 1980
En février 1980, elle réalise son premier Olympia en vedette, qui s'écoule sur un mois à guichets fermés. Un album live tiré de ce concert, vendu à 200 000 exemplaires, devient disque d'or. D'autres titres connaissent le succès, à l'instar de Le pont de Courthézon, Pendant l'été (n°1 au Québec), Quand un homme a du charme, De l'amour, J'en appelle à la tendresse (dédié à Mère Teresa), et surtout Lui, qui dépasse les 400 000 ventes.
En 1982, on peut l'entendre dans la série télévisée Joëlle Mazart, où elle interprète le générique avec la chanson Parking. En 1983, le titre Midnight blue en Irlande s'écoule à plus de 250 000 exemplaires, tandis que l'album Donne-moi la main, donne-moi l'amour devient disque d'or l'année suivante pour plus de 100 000 ventes. Si ce single et cet album marquent ses derniers succès en France, la chanteuse classera néanmoins les titres Chanson napolitaine (1985) et Et toute la ville en parle (1988) à la 8e place au Québec.

### Années 1990
Dans les années 1990, Michèle Torr continue d'enregistrer de nouveaux albums, sans toutefois connaître le succès de ses débuts. Elle n'apparaît plus que dans des émissions de variété nostalgiques, telles que Salut les copains ou La chance aux chansons, mais continue de se produire en concert.
Plusieurs compilations de ses anciens succès sont éditées, et elle fait également des reprises de chanteurs anciens, comme Édith Piaf.

### Années 2000
En 2006, elle participe à une tournée de chanteurs des années 1960-1970, Âge tendre et Têtes de bois. Elle rempile en 2007 pour la seconde saison de la tournée.
Le 25 février 2007, Michèle Torr est la marraine du concours de Super Mamie 2007.
En 2008, elle se produit à l'Olympia du 10 au 13 avril et sort un nouvel album, Ces années-là, qui contient notamment une reprise de Pour ne pas vivre seul de Dalida. Elle y fait également un clin d'œil à d'autres artistes, et interprète une chanson écrite par Jacques Roure en hommage à Sœur Emmanuelle, morte à l'âge de 99 ans en novembre 2008.

### Années 2010
En 2010, elle intègre la tournée Âge tendre et Têtes de bois saison 5.
En 2011, elle se produit à l'Olympia du 6 au 8 mai, puis dans toute la France. Un DVD, La mélancolie de la chanteuse, sort en 2012 dans lequel Michèle Torr (avec Nancy Holloway, Stone et Rika Zaraï) participe, en reprenant Tous les oiseaux reviennent, chanson de 1970 réorchestrée dont les bénéfices sont reversés à une association. Elle lance également un concert caritatif au profit de la sclérose en plaques, chaque été à Pertuis, avec différents artistes.
En 2013 et 2014, elle fait partie de la huitième saison de la tournée Âge Tendre, puis de Rendez-vous avec les Stars.
Elle continue d'effectuer de nombreux concerts, comme au Le Trianon, en province ou une tournée des églises, et d'enregistrer des albums, à l'image de Chanter c'est prier en 2012, et Diva en 2015.
À partir du 12 janvier 2018, elle participe à nouveau à la tournée Âge Tendre. Auparavant, elle participe à la croisière de la tournée, en novembre 2017.
En 2019, elle enregistre un nouvel album, Je vais bien, s'inspirant de ses problèmes personnels et résolument optimiste, pour lequel elle fait de la promotion, notamment sur France Inter.
De janvier à avril 2020, elle participe une nouvelle fois à Âge Tendre, la tournée des idoles.

## Vie privée
Michèle Torr a une liaison avec le chanteur Christophe, dont elle a un fils le 17 juin 1967, Romain, que son père refuse de reconnaître et qui est atteint de sclérose en plaques. Il sera reconnu par Jean Vidal, qu'elle épouse en 1969 et avec qui elle a une fille en 1973, Émilie. Vingt ans plus tard, le couple divorce et la chanteuse découvre les 5 millions de francs de dettes que lui avait cachés son mari.
Elle épouse Jean-Pierre Murzilli en 1995; ils divorcent en 1997 mais se retrouvent plus tard pour se séparer définitivement en mai 2019.
Elle a quatre petits-enfants : Charlotte, Samuel et Raphaëlle, de Romain ; et Nina, d'Émilie.

## Discographie

### Super 45 tours
- 1964 - Dans ma rue, 45 tours Mercury 152 010 MCE (sortie janvier 1964)

1. Dans ma rue
2. Bon anniversaire
3. Quand je sors avec toi
4. C'est dur d'avoir 16 ans

- 1964 - Dans mes bras oublie ta peine, 45 tours Mercury 152 016 MCE (sortie mai 1964)

1. Dans mes bras oublie ta peine
2. C'est arrivé comme ça
3. Maintenant c'est trop tard
4. Je me demande

- 1964 - Dans mes bras oublie ta peine, 33 tours (25 cm) Mercury PG195 - 6395118

1. Dans mes bras oublie ta peine
2. C'est arrivé comme ça
3. Je me demande
4. Dans ma rue
5. C'est dur d'avoir 16 ans
6. Maintenant c'est trop tard
7. Bon anniversaire
8. Quand je sors avec toi

- 1964 - S'il m'aime, 45 tours Mercury 152 020 MCE (sortie novembre 1964)

1. S'il m'aime
2. Viens me le dire à l'oreille
3. Moi, je serai là
4. Va donc le lui dire

- 1965 On se quitte, 45 tours Mercury 152 027 MCE (sortie mars 1965)

1. On se quitte
2. Hey hey
3. Toi l'orgueilleux
4. Et je l'aime

- 1965 - Dis-moi maintenant, 45 tours Mercury 152 036 MCE (sortie été 1965)

1. Dis-moi maintenant
2. Une fille m'a pris celui que j'aime
3. Moi, je rêve d'une plage
4. Nous sommes faits l'un pour l'autre

- 1965 - Dis-moi maintenant, 33 tours Mercury 125 504 MCL (sortie juin 1965)

1. Dis-moi maintenant
2. On se quitte
3. Une fille m'a pris celui que j'aime
4. Et je l'aime
5. Toi l'orgueilleux
6. Va donc le lui dire
7. Moi, je rêve d'une plage
8. S'il m'aime
9. Nous sommes faits l'un pour l'autre
10. Hey hey
11. Viens me le dire à l'oreille
12. Dans mes bras oublie ta peine

- 1965 - La grande chanson, 45 tours Mercury 152 043 MCE (sortie octobre 1965)

1. La grande chanson
2. Non, à tous les garçons
3. Tout doucement
4. As-tu quelquefois pensé ?

- 1966 - Ce soir je t'attendais, 45 tours Mercury 152 055 MCE (Eurovision avril 1966)

1. Ce soir, je t'attendais
2. Notre amour n'est pas mort
3. J'ai brûlé ta lettre
4. Je t'aime tant

- 1966 - Ce soir je t'attendais, 33 tours Mercury D 625 601 ML (sortie juin 1966), réédité en 1994

1. Ce soir, je t'attendais
2. Rien ne sera plus comme avant
3. Tout doucement
4. Notre amour n'est pas mort
5. Tout le bonheur de la terre
6. Non, à tous les garçons
7. J'ai brûlé ta lettre
8. La grande chanson
9. Un enfant viendra
10. As-tu quelquefois pensé ?
11. Je t'aime tant
12. Mais demain il sera trop tard

- 1966 - Le Film est trop long, 45 tours Mercury 152 070 MCE (sortie été 1966)

1. Le Film est trop long
2. Viens, allons danser
3. Dom dom
4. Rien n'y fera

- 1966 - Dandy, 45 tours Mercury 152 078 MCE (sortie novembre 1966)

1. Dandy
2. Monsieur Superman
3. Doucement, simplement, tendrement
4. J'aime

- 1967 - (J.-J. Galineaud)

1. Pauvre cœur (traduction de Poor old boy de Paul Anka)
2. Il doit faire beau là-bas (reprise de la chanson de l'Eurovision France 1967 par Noëlle Cordier)
3. Prends et donne
4. l'homme à la guitare d'or (texte parlé)

- 1967 - Only You (And You Alone) (adaptation des Platters)

1. Regarde'
2. Toute la plage danse
3. Ça c'est pour moi'

- 1968 - Mon ange (de l'opérette Carnet de bal, paroles de Bruno Coquatrix)

1. Ce que veut dire aimer
2. Mais la vie c'est la vie
3. La cible (Mercury 152101) ou l'amour est bleu (Eurovision 1967 interprété par Vicky Leandros) (Mercury 152106)

En 1970, Michèle a participé à la pré-sélection du prix Eurovision avec une chanson jamais enregistrée : On s'aimera un jour ou deux -  de plus en 1968 est sorti un disque sur la BO du film Le diable aime les bijoux (un duo avec Donald Lautrec), Si tu pars (édité uniquement au Canada - J.-J. Galineaud)[réf. nécessaire].
Michèle Torr enregistre en 1970 un 33 tours et sort des 45 tours simples (2 chansons). Le 33 tours Tous les oiseaux reviennent comprend 12 chansons : Je vais faire sauter la banque, Ça, J'ai pleuré de joie (paroles de Enrico Macias), Aime, Menue monnaie (sorti en disque 2 chansons), Fleur de soleil, Quand le rideau est fermé...
D'autres 45 T de deux chansons sortiront par la suite :
- BO du Film L'homme qui trahit la Mafia  (chanson Fleur de pavot) (1968)
- BO du film Une fille nommée amour (chanson Dis Pierrot) (1969)
- BO du film Le diable aime les bijoux  (chanson Si tu pars) (1969)
- Lady winchester et Au bord d'une plage (1968)
- Notre chanson et Les amoureux (1968), Un homme dans ma vie et Je t'ai donné ma vie (adaptation de My sweet angel de Harlow) (1969)
- Aime et Menue monnaie (1970)
- Les papillons et Rire ou pleurer (sélectionné pour le festival de Rio en octobre 1970)
- C'était un petit homme et Pour un roi de cœur (1971)
- Petit si petit et Aime celui qui t'aime (paroles de Serge Lama) (1972)

Ces disques portent le label Mercury.

### 45 tours
En 1973, elle signe avec la maison de disques AZ :
- Les Amoureux et Piano va l'amour (1973)
- Un Disque d'amour
- Une vague bleue
- Cette fille c'était moi (1975)
- Ce soir je t'attendais (Eurovision 66)
- Une petite Française (Eurovision 77)
- J'aime (1977)
- Emmène-moi danser ce soir (1978)
- Chanson inédite (album 1979)
- Lui (1980)
- J'en appelle à la tendresse (1981)
- À faire pleurer les femmes (1982)
- Midnight blue en Irlande (1983)
- Adieu (1983)
- Donne moi la main, donne moi l'amour (1984)

En 1991, c'est avec la banalisation des CD que parait le dernier 45 tours deux titres : Ophélia et Les femmes dansent.

### Album - 33 tours
- 1965 : Michèle Torr n°2
- 1966 : Ce soir je t’attendais
- 1971 : Tous les oiseaux reviennent
- 1974 : Un disque d'amour
- 1976 : Je m'appelle Michèle
- 1977 : J'aime
- 1978 : Emmène-moi danser ce soir
- 1979 : Chanson inédite
- 1980 : Lui
- 1981 : J'en appelle à la tendresse
- 1983 : Midnight Blue en Irlande
- 1983 : Adieu
- 1984 : Donne-moi la main, donne-moi l'amour
- 1985 : 20 ans d'amour, je t'aime encore aventurier
- 1987 : Qui
- 1987 : I remember you
- 1987 : Chansons de toujours
- 1988 : Je t'avais rapporté
- 1989 : Argentina
- 1991 : Vague à l'homme
- 1993 : À mi-vie
- 1995 : À nos beaux jours
- 1997 : Seule
- 2001 : Musicorama
- 2002 : Donner
- 2003 : Chante Piaf: C'est l'amour
- 2006 : La Louve
- 2007 : Ces années-là
- 2012 : Chanter c'est prier
- 2015 : Diva
- 2016 : Tout l'amour du monde
- 2019 : Je vais bien

### Albums live
- 1980 : Olympia 80
- 1983 : Olympia 83
- 1996 : Le Meilleur de Michèle Torr en musique
- 1999 : Portrait de scène
- 2003 : Olympia 2002
- 2005 : Olympia 2005
- 2006 : Âge tendre et têtes de bois: Le Temps des idoles (participation)
- 2008 : Olympia 2008
- 2008 : La Chance aux chansons en DVD (participation)
- 2012 : Olympia 2011
- 2013 : Herbert Léonard et Michèle Torr chantent pour le Québec

### Compilations
- 1977 : Une petite française, et ses plus belles chansons
- 1997 : Master Série
- 2006 : Gold
- 2011 : Michèle Torr Best Of 3 CD

## Les chansons enregistrées en langue étrangère
Eurovision 1966 - Ce soir je t'attendais
- Only tears are let for me  (version anglaise)
- Er kommt heute Abend (version allemande)
- Stasera ti aspettavo (version italienne)
- Te esperaba (version espagnole)

Eurovision 1977 - Une petite Française
- Die schönsten Blumen blühen auf dem Land (version allemande)
- I'm just a simple country girl from France (version anglaise)
- La mia canzone (version italienne)
- Une petite Française (version espagnole)

Mais aussi :
- I loved that man (J'ai brûlé ta lettre) (1966)
- Enfants du monde (un inédit en japonais) (1970)
- J'ai pleuré de joie (1970) (composé par Enrico Macias) (1970)
- Wie das Leben so spielt (Cette fille c'était moi) (1976)
- Coupo Santo (Coupe Sainte l'hymne occitan de la Provence en 2012)[20]

## Cinéma
- 1968 : Le diable aime les bijoux (tournage en Espagne)
- 1997 : Ma vie en rose de Alain Berliner : Emmène-Moi Danser Ce Soir
- 2010 : Potiche de François Ozon : Emmène-Moi Danser Ce Soir

## Livres
- 1999 - La Cuisine (provençale) de ma mère
- 2005 - La Couleur des mots (autobiographie)

## Décorations
- Commandeur de l'ordre des Arts et des Lettres Elle est promue au grade de commandeur le 10 février 2016[21].